# Rita Bernardini
Pour les articles homonymes, voir Bernardini.
Rita Bernardini (née le 27 décembre 1952 à Rome) est une personnalité politique italienne, secrétaire des Radicaux italiens et auparavant trésorière dudit parti. Elle est députée depuis avril 2008 (élue sur une liste du Parti démocrate).

## Demande de traduction
En 2004, avec Daniele Capezzone et Sergio D'Elia, elle a contribué, avec 54 jours de grève de la faim à ce que le Parlement italien vote l'« indultino » (remise de peine dont l'objectif est de vider les prisons).
ha contribuito con 54 giorni di sciopero della fame a che il Parlamento giungesse al voto sul cosiddetto "indultino"; nella primavera 2005, con altre tre settimane di sciopero della fame (sempre insieme a Capezzone), ha ottenuto che le reti radiotelevisive della Rai aprissero spazi di informazione sulla campagna referendaria per la libertà di cura e di ricerca scientifica.
Nel corso del V Congresso dei Radicali Italiani, svoltosi a Padova dal 2 al 5 novembre 2006, viene eletta alla carica di segretario del partito, in sostituzione di Daniele Capezzone, destituito in seguito a forti dissidi con Marco Pannella. La sua segreteria si propone l'osservanza della mozione, redatta da Capezzone ed approvata durante il Congresso, a favore del proseguimento dell'esperienza della Rosa nel Pugno e dell'alleanza con L'Unione.